# Gloria Rodríguez Mulloy
Gloria Rodríguez Mulloy es una presentadora, nutricionista y dietista nacida en Cali, Colombia.
Es licenciada en Ciencias con especialización en Nutrición y Dietética de la Pontificia Universidad Javeriana en Bogotá, y tiene un postgrado en Ciencias Nutricionales de la Universidad de Georgia en Atlanta. 
Antes de unirse a CNN en Español en marzo del 2003, Gloria era una colaboradora regular de Consulta Médica tratando temas de nutrición y dieta. A partir de 2005, Rodríguez - Mulloy remplazó a Glenda Umaña en la presentación de Consulta Médica, el programa semanal de media hora de CNN en Español dedicado a la salud, la nutrición, el ejercicio y temas afines.